# Los Veteranos II
Los Veteranos II es un lugar designado por el censo ubicado en el condado de Webb en el estado estadounidense de Texas. En el Censo de 2010 tenía una población de 24 habitantes y una densidad poblacional de 58,28 personas por km².

## Geografía
Los Veteranos II se encuentra ubicado en las coordenadas 27°46′16″N 99°26′36″O / 27.77111, -99.44333. Según la Oficina del Censo de los Estados Unidos, Los Veteranos II tiene una superficie total de 0.41 km², de la cual 0.41 km² corresponden a tierra firme y (0%) 0 km² es agua.

## Demografía
Según el censo de 2010, había 24 personas residiendo en Los Veteranos II. La densidad de población era de 58,28 hab./km². De los 24 habitantes, Los Veteranos II estaba compuesto por el 95.83% blancos, el 0% eran afroamericanos, el 4.17% eran amerindios, el 0% eran asiáticos, el 0% eran isleños del Pacífico, el 0% eran de otras razas y el 0% pertenecían a dos o más razas. Del total de la población el 95.83% eran hispanos o latinos de cualquier raza.